# Agnes-Marie Grisebach
Agnes-Marie Eggert, (născută Agnes-Marie Grisebach, n. 2 septembrie 1913, Berlin – d. 6 martie 2011, Ahrenshoop, Germania) a fost o scriitoare germană.

## Date biografice
Grisebach a copilărit în Berlin și în Ahrenshoop o localitate balneară de pe malul Marii Baltice. Ea a fost actriță de teatru în München și Breslau (azi Wrocław). În 1936 s-a căsătorit în Rostock cu regizorul Walther Eggert. După divorț a crescut singură cei patru copii ai ei, luptând cu nevoile și lipsurile de după război. Se refugiază în 1952 în vestul Germaniei. A lucrat până în 1973 în Heidelberg într-o fabrică proucătoare de frâne auto. Din 1976 trăiește în Frankfurt am Main și în Neu-Isenburg. Prima carte a ei "Eine Frau Jahrgang 13" (O femeie din 1913) o publică când avea vârsta de 75 de ani, cartea a avut un succes neașteptat. Din 1996 Agnes-Marie locuiește în Ahrenshooper, în casa veche construită de tatăl ei. În cărțile ei Eine Frau Jahrgang 13, Eine Frau im Westen, Von Anfang zu Anfang descrie viața ei zbuciumată,  făcând curaj femeilor rămase singure în fața greutăților vieții. În 1995 Agnes-Marie a orbit, a reușit însă să termine romanul "Von Anfang zu Anfang" și volumul de poezii "Kämmerchen für die Musen".

## Opere
- Eine Frau Jahrgang 13, Roman einer unfreiwilligen Emanzipation, 1988
- Eine Frau im Westen, 1989
- Abschied am Hohen Ufer, 1992; unter dem Namen Das verbotene Kind 2005 erneut veröffentlicht
- Die Dame mit dem Schleierhütchen, 1992
- Frauen im Korsett, zwei ledige Bürgertöchter im 19. Jahrhundert, 1995
- Von Anfang zu Anfang, 2003
- Kämmerchen für die Musen, 2005